# Franz Adam (Dirigent)
Franz Josef Johannes Maria Adam (* 28. Dezember 1885 in München; † 21. September 1954 ebenda) war ein deutscher Dirigent, Kapellmeister und Komponist.

## Leben
Er war der Sohn des Kunstmalers Emil Adam und der Schauspielerin Josefine Maria Adam geborene Wurmb. Nach dem Besuch des Luitpold-Gymnasiums in München studierte er 1903 an der dortigen Königliche Akademie der Tonkunst. Seine Lehrer waren Anton Beer-Walbrunn und Felix Mottl. 1910 nahm er bereits als Klarinettist an den Richard-Wagner-Festspielen in München teil und wirkte später an verschiedenen Theatern und in Orchestern, so in 1911 Solorepetitor in Altenburg, in Gießen und als Kurmusikdirigent in Bad Ems und Bad Ragaz. Von 1924 bis 1928 war er Kapellmeister am Rundfunk in München. Er war dort verantwortlich für die Deutsche Stunde.
Von 1921 bis 1931 war er in Berlin. September 1930 trat Adam in die NSDAP ein (Mitgliedsnummer 348.967). Am 6. August 1933 folgte der Beitritt zur SA, in der er am 30. Januar 1942 zum Sturmbannführer befördert wurde.
Als Kapellmeister wurde er Sachbearbeiter für Musik in der Reichsleitung der NSDAP und hatte in München, Brienner Straße 45, seinen Sitz. Im durch seine Bemühungen entstandenen Nationalsozialistischen Reichs-Symphonie-Orchester (NSRSO) übernahm er 1932 bis zum Ende des Zweiten Weltkrieges das Chefdirigat und die künstlerische Leitung. Er gehörte 1935 zum Stab von Rudolf Heß und wurde von Joseph Goebbels zum Reichskultursenator ernannt.
Von 1945 bis 1948 erfolgte seine Internierung durch die Alliierten. 1949 wurde er in einer Musikschule der Amerikaner in Dachau Orchesterleiter und Musiktheorielehrer. Sein Bruder Ernst Adam starb im April 1955.

## Werke (Auswahl)
- 4 Lieder op. 3, 1909 publiziert bei Lewy in München OCLC 214550903